# Chatchon Jairangsee
Chatchon Jairangsee (thailändisch ชัชชน ใจรังสี, * 19. Mai 1995), auch als Best bekannt, ist ein thailändischer Fußballspieler.

## Karriere
Chatchon Jairangsee erlernted das Fußballspielen in der Schulmannschaft der Suankularb Wittayalai School sowie in der Jugendmannschaft von Buriram United. Bei Buriram unterschrieb er am 1. Januar 2014 seinen ersten Vertrag. Der Verein aus Buriram spielte in der ersten thailändischen Liga. Einen Monat nach Vertragsunterschrift wechselte er die komplette Saison 2014 auf Leihbasis zum Drittligisten Surin City FC. Mit dem Verein aus Surin trat er in der North/Eastern Region an. Die Saison 2015 wurde er an den Zweitligisten Phichit FC ausgeliehen. Am Ende der Saison musste er mit dem Verein aus Phichit in die dritte Liga absteigen. Der Nonthaburi FC, ein Drittligist aus Nonthaburi, lieh in die Saison 2016 aus. Nach Vertragsende in Buriram wechselte er Anfang 2017 zum Viertligisten Bangkok Christian College FC. Mit dem Hauptstadtverein spielte er in der Bangkok Metropolitan Region der Liga. Nachdem der Verein vom Verband gesperrt wurde, wechselte er Anfang 2018 zum Erstligaaufsteiger Chainat Hornbill FC nach Chainat. Bis Ende 2019 absolvierte er 15 Erstligaspiele für Hornbill. Ende 2019 musste Chainat in die zweite Liga absteigen. Nach dem Abstieg verließ er den Verein und schloss sich dem Zweitligisten Samut Sakhon FC aus Samut Sakhon an. Anfang Juli 2020 verließ er den Verein und wechselte in die erste Liga, wo er sich dem Aufsteiger Rayong FC aus Rayong anschloss. Am Ende der Saison 2020/21 musste er mit Rayong als Tabellenletzter in die zweite Liga absteigen. Nach dem Abstieg verließ er den Verein und schloss sich dem Zweitligisten Customs Ladkrabang United FC aus Samut Prakan an. Für die Customs bestritt er 27 Zweitligaspiele. Im August 2022 wechselte er in die dritte Liga. Hier schloss er sich dem in der Southern Region spielenden Pattani FC an. Für Pattani bestritt er 20 Ligaspiele und schoss dabei zwei Tore. Zu Beginn der Saison 2023/24 wechselte er zum Erstligaabsteiger Lampang FC. Für den Zweitligisten aus Lampang bestritt er 24 Ligaspiele. Nach einer Spielzeit wechselte er im Juli 2024 zum ebenfalls in der zweiten Liga spielenden Chanthaburi FC.